# تون عبد الجميل
لقسامان تون عبد الجميل بادوكا راجا هو محاربًا ملاوي في سلطنة جوهر. لعب دورًا رئيسيًا في محاولة انتزاع ملقا من السيطرة البرتغالية.

## حرب ملقا
كان السلطان عبد الله المعروف أيضًا باسم راجا بونغسو الحاكم الفعلي لجوهر في عهد السلطان علاء الدين ريات شاه الثالث. وقامت سلطنة جوهر بالاتصال بشركة الهند الشرقية الهولندية عندما قام الهولنديون بزيارات عديدة لجوهر، وأبرم السلطان عبد الله اتفاقية مع الهولنديين لمهاجمة البرتغاليين في ملقا واستعادة المدينة ووضعها تحت حكم الملايو. في 1606 تم اختيار لقسامان تون عبد الجميل لقيادة قوة استطلاع جوهر ضد الحامية البرتغالية في ملقا. وفي 18 مايو 1606 فرضت القوات الملاوية الهولندية حصارًا على ملقا. ة أرسل نائب الملك في غوا أسطولًا برتغاليًا من 14 سفينة حربية لتخفيف الحامية البرتغالية. وحدثت معركة بحرية في 17 أغسطس 1606. لكن انسحبت قواته إلى نهر جوهر، اضطر تون عبد الجميل للتخلي عن حصار ملقا. ثم جرت محاولة ثانية في سبتمبر 1606، شهدت المعركة البحرية انتصارًا هولنديًا، لكن فشل الحصار البري مرة أخرى، وانسحبت قوات جوهر. أصبح عبد الجليل شاه الثالث سلطانًا بمساعدة الهولنديين عام 1638. وفي عام 1640 جرت محاولة أخرى، ونجحوا في حصار ملقا، حتى استسلام الحامية في يناير 1641.

## حرب جوهر جمبي
بحلول عام 1666 أصبحت جمبي قوة اقتصادية كبيرة وأرادت الاستقلال عن جوهر، واندلعت سلسلة من الحروب بين جوهر وجمب حتى سيطرت قوات جمبي على عاصمة جوهر باتو سوار.
في عام 1678 أقنع القائد العسكري تون عبد الجميل إبراهيم شاه بنقل عاصمته إلى رياو لقمع قوات جمبي بشكل فعال، ولقد نجحت خطته في استعادة العاصمة القديمة باتو سوار بنجاح. وأخضع قوات جمبي أخيرًا في عام 1679. وفي عام 1681 ساعدت قوات جوهر جمبي التي أصبحت تابعة لها في هزيمة باليمبانج وحلفائها.

## صراع السلطة
أصبح لقسامان تون عبد الجميل لقسامان جوهور، وكان يُمثل بندهارا جوهر حسب الأمر الواقع بنداهارا خلفا لتون سري لانانغ الذي ذهب إلى المنفى في آتشيه، وبدأ تعيين أقاربه في المناصب المؤثرة، وكان تون عبد الجميل الحاكم الفعلي عندما اعتلى السلطان محمود شاه الثاني العرش عام 1685. أثارت هذه التعيينات غضب العديد من الرؤساء وكبار الوزراء، جمع تون حبيب عبد المجيد وحلفائه جيشًا إلى تيرينجانو في عام 1688، وطرد تون عبد الجميل، وأعاد السلطان الشاب محمود شاه الثاني إلى جوهر.

## وصلات خارجية
- القتال الهولندي في ملقا.